# کروپا (ناحیه راکوونیک)
کروپا (به چکی: Krupá) یک منطقهٔ مسکونی در جمهوری چک است که در ناحیه راکوونیک واقع شده‌است.